# Gare de Bernay
Gare de Bernay vasútállomás Franciaországban, Bernay településen.

## Vasútvonalak
Az állomást az alábbi vasútvonalak érintik:
- Mantes-la-Jolie–Cherbourg-vasútvonal

## Kapcsolódó állomások
A vasútállomáshoz az alábbi állomások vannak a legközelebb:
- Gare de Serquigny
- Gare de Lisieux
- Gare d’Évreux-Normandie